# 南平郡
南平郡（なんへい-ぐん）は、中国にかつて存在した郡。晋代から隋初にかけて、現在の湖北省中南部と湖南省北西部にまたがる地域に設置された。

## 概要
280年（太康元年）、晋が呉を滅ぼすと、南郡の江南を分割して、南平郡が立てられた。晋の南平郡は荊州に属し、作唐・孱陵・南安・江安の4県を管轄した。
南朝宋のとき、南平郡は江安・孱陵・作唐・南安の4県を管轄した。
南朝斉のとき、南平郡は孱陵・作唐・江安・安南の4県を管轄した。
589年（開皇9年）、隋が南朝陳を滅ぼすと、南平郡は廃止されて、松州に編入された。

## その他の南平郡
- 南朝斉のとき、梁州に南平郡が立てられている[3]。
- 742年（天宝元年）、唐により渝州が南平郡と改称された。758年（乾元元年）、南平郡は渝州と改称された[5]。